# Трицин
Трицин (англ. Tricine) — органическое соединение, используемое для приготовления буферных растворов. Название «трицин» происходит от слов «трис» и «глицин». Молекула трицина представляет собой цвиттер-ионную аминокислоту, и имеет интервал буферных свойств pH 7.4-8.8.
Трицин представляет собой белый кристаллический порошок, слабо растворимый в воде. Раствор имеет pH 4.4-5.2; и pKa1 при 25 °C равен 2.3, значение pKa2 при 20 °C равно 8.15.

## Применение
Трицин часто применяют в качестве буфера при электрофорезе, так как молекула трицина имеет меньший заряд, чем молекула глицина и мигрирует в геле быстрее. Более высокая ионная сила трицина приводит к увеличению подвижности ионов и снижению подвижности белков, что позволяет разделять белки низкой молекулярной массой в акриламидных гелях с низкой концентрацией акриламида. Трициновый буфер применяют при разделении белков массой от 1 до 100 килодальтон электрофорезом в полиакриламидном геле. Трициновый буфер концентрацией 25 мМ является наиболее подходящей буферной системой для изучения АТР при помощи люциферазы светлячков. Трицин является эффективным акцептором гидроксильных радикалов при изучении радиационных повреждений клеточных мембран.